# Цукубо

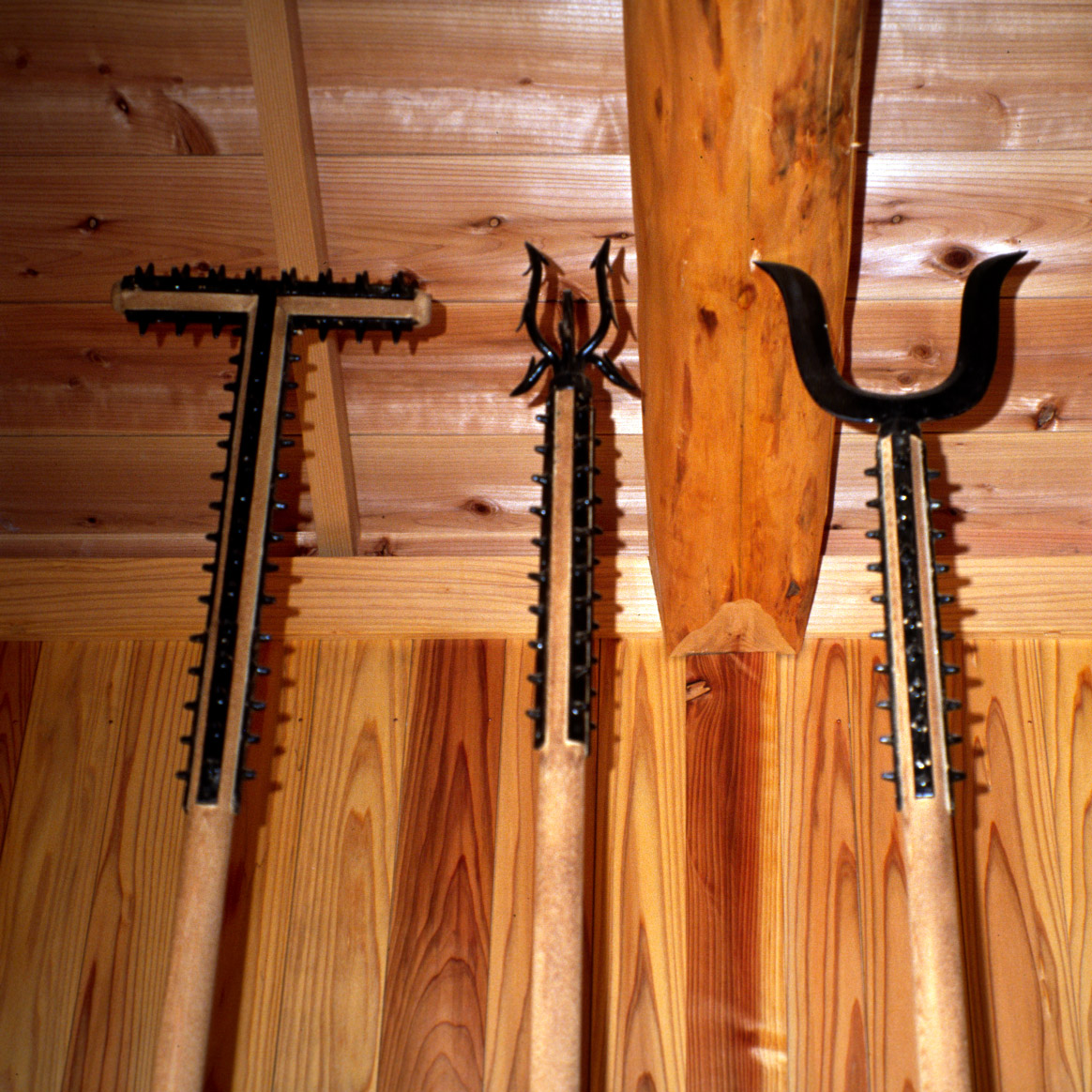
Цукубо, содэгарами, сасумата

Цукубо (яп. 突棒 Цукубо:) — японское древковое оружие. Представляет собой Т-образный боевой посох длиной около 1,8—2,2 м, наконечник и часть древка которого снабжена металлическими шипами и зубцами.

## История
Вероятно, цукубо произошло от сельхохозяйственных граблей. Первоначально деревянные, шипы стали делаться металлическими для увеличения долговечности. Это оружие, вероятно, японские крестьяне применяли в случае необходимости.
Полиция Эдо применяла цукубо, наряду с сасуматой и содэгарами, для поимки преступников. Цукубо использовалось, чтобы оттолкнуть, потянуть на себя или повалить на землю задерживаемого. Шипы не давали преступнику возможность схватить оружие. К тому же с их помощью можно было зацепить за рукав или другие детали одежды.